# Diphénylaminocyanoarsine
La diphénylaminocyanoarsine, ou Clark 3, est un composé organo-arsénié développé comme gaz de combat incapacitant par l'armée allemande mais n'a jamais été utilisé. Il a été produit à des fins de recherche et les effets sur la santé humaine de la contamination de l'environnement par l'arsenic issu de cette molécule ont été étudiés. Il se présente sous la forme de cristaux incolores à l'odeur d'ail qui provoquent des céphalées, des nausées et des vomissements, et peuvent conduire à un œdème pulmonaire.